# John Morbey
John Morbey (John Michael Morbey; * 9. August 1939) ist ein ehemaliger britisch-bermudischer Weitspringer, Dreispringer und Sprinter.
Für das Vereinigte Königreich startend schied er im Weitsprung bei den Leichtathletik-Europameisterschaften 1962 in Belgrad in der Qualifikation aus und wurde bei den Olympischen Spielen 1964 in Tokio Elfter.
Als Repräsentant der Bermudas gewann er bei den British Empire and Commonwealth Games 1966 in Kingston Silber im Weitsprung und kam im Dreisprung auf den 15. Platz. Über 100 Yards schied er im Viertelfinale und in der 4-mal-110-Yards-Staffel im Vorlauf aus.

## Persönliche Bestleistungen
- 100 Yards: 9,8 s, 1963
- Weitsprung: 7,89 m, 8. August 1966, Kingston
- Dreisprung: 14,27 m, 1964